# Stefanie Gregg

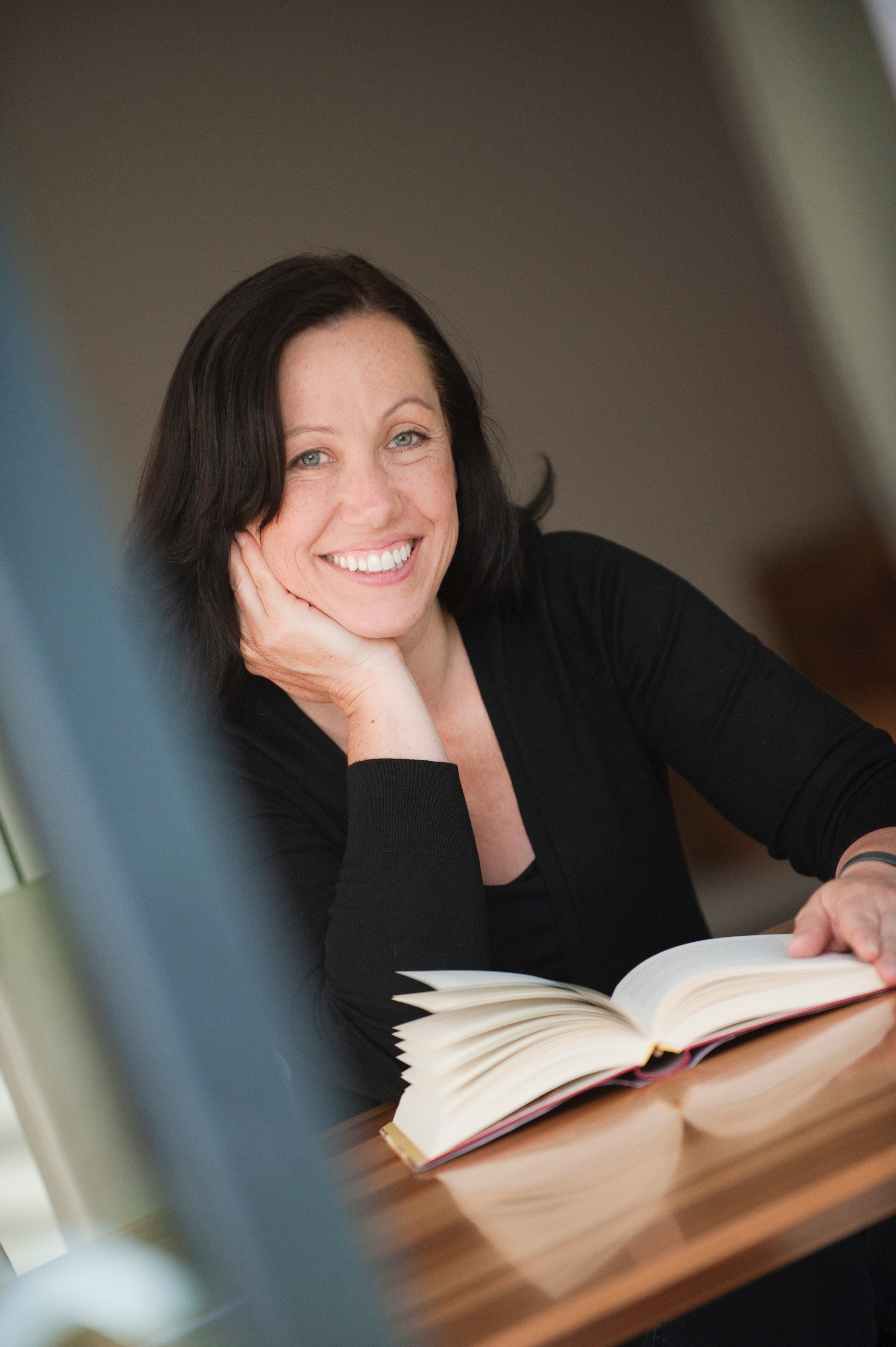
Stefanie Gregg (2014)

Stefanie Gregg (* 19. Februar 1970 in Erlangen, geb. Hüttinger) ist eine deutsche Schriftstellerin.

## Leben
Stefanie Gregg wuchs in Lohr am Main auf. Nach dem Abitur studierte sie als Stipendiatin der Studienstiftung des deutschen Volkes Philosophie, Kunstgeschichte, Germanistik und Theaterwissenschaften. Sie promovierte über „Das Lachen“. Ihren beruflichen Einstieg hatte sie im Bereich Bucheinkauf bei Bertelsmann. Als Unternehmensberaterin arbeitete sie dann bei der Unternehmensberatung A. T. Kearney mit Schwerpunkt Medien. Nach freier journalistischer Arbeit und der Publikation mehrerer Fachbücher widmet sie sich, neben ihrer freien Lehrtätigkeit, heute nahezu ausschließlich der Belletristik. Sie schreibt Romane, Kriminalromane und Kurzgeschichten.
Mit ihrer Familie lebt sie in Ottobrunn bei München.
Stefanie Gregg ist Mitglied im PEN Berlin.

## Werke

### Romane
- Bienentod. Kriminalroman. München, 2011. ISBN 978-3-942594-15-8.
- Tod beim Martinszug. Ein Ottobrunn-Krimi. Sutton Verlag/ Gera Nova Bruckmann. München, 2014. ISBN 978-3-95400-387-7.
- Duft nach Weiß. Roman. Pendragon Verlag. Bielefeld, 2016. Neuauflage Taschenbuch. ISBN 978-3-86532-617-1.
- Blutvilla. Kielkrimi Band 1. Stefanie Gregg & Paul Schenke. Gmeiner Verlag. Meßkirch 2017. ISBN 978-3-8392-2119-8.
- Mein schlimmster schönster Sommer. Aufbau Verlag. Berlin, 2017. ISBN 978-3-7466-3321-3.
- Schwarze Roben. Kielkrimi Band 2. Stefanie Gregg & Paul Schenke. Gmeiner Verlag. Meßkirch, 2018. ISBN 978-3-8392-2336-9.
- Der Sommer der blauen Nächte. Aufbau Verlag. Berlin, 2018. ISBN 978-3-7466-3411-1.
- Nebelkinder. Aufbau Verlag. Berlin, 2020. ISBN 978-3-7466-3592-7.
- Die Stunde der Nebelkinder. Aufbau Verlag. Berlin, 2022. ISBN 978-3-7466-1487-8.
- Das Glaskind. Aufbau Verlag. Berlin, 2024. ISBN 978-3-7466-4117-1.

### Kurzgeschichten
- Die Doppelgängerin. In: Eight shades of Love. Liebe achtmal anders. 2015.
- Glyzinienduft. In: Manu Wirtz. Nix zu verlieren. Brighton Verlag, 2015. ISBN 978-3-95876-122-3
- Liebe, Mord und ein Glas Wein. Stefanie Gregg & Ingeborg Struckmeyer. Kurzgeschichten. Edition Oberkassel. Düsseldorf, 2016 ISBN 978-3-95813-078-4
- Blau in Grau in Soest. In: H.P. Karr, Sigrun Krauß, Herbert Knorr: Henkers.Mahl.Zeit. Mord am Hellweg IX. Grafit Verlag. Dortmund, 2018. ISBN 978-3-89425-585-5
- Duft nach Weiß. (Zur Bedeutung des Radio in kommunistischen Diktaturen). In: Gerhard Ruiss; Ulrike Stecher: Funkhaus Anthologie. Wien, 2018.
- Herr über Leben und Tod. In: Lutz Kreutzer, Uwe Gardein: Die gruseligsten Orte in München. Gmeiner Verlag. Meßkirch, 2019.
- Augen-Blicke. In: Wichtel, Wunder, Weihnachtsmord: Von Kiel bis Wien. Knaur Verlag. München, 2022.

### Wissenschaftliche Werke
- Stefanie Hüttinger: Der Tod der Mimesis als Ontologie und ihre Verlagerung zur mimetischen Rezeption. Peter Lang, 1994. ISBN 978-3-631-47309-2
- Stefanie Hüttinger: Die Kunst des Lachens – das Lachen der Kunst. Ein Stottern des Körpers. Peter Lang, 1996. ISBN 978-3-631-49396-0
- Stefanie Hüttinger: Das Lachen – ein Stottern des Körpers. In Asmuth u. a.: Die Grenzen der Sprache. B.R. Grüner, 1998. ISBN 978-90-6032-464-6
- Stefanie Gregg: Die Konvergenz: Telekommunikationsanbieter und Medienunternehmen – Wettbewerber oder Partner? In: Vizjak/Ringlstetter: Medienmanagement. Content gewinnbringend nutzen. Gabler, 2001. ISBN 978-3-409-11904-7
- Stefanie Gregg: Traditionelle Buch-Verlage auf dem Weg zum E-Verlag. In Vizjak/Ringlstetter: Medienmanagement. Content gewinnbringend nutzen. Gabler, 2001. ISBN 978-3-409-11904-7
- Stefanie Gregg: Telecommunications and Media Companies: Competitors or Partners? In: Gabler, 2003. ISBN 978-3-642-07886-6
- Stefanie Gregg: Traditional Book Publishers Transforming into E-Publishers In: Gabler, 2003. ISBN 978-3-642-07886-6